# Nemzeti Ifjúsági Tanács
A Nemzeti Ifjúsági Tanács a magyarországi ifjúsági szervezetek ernyőszervezete, amely nemzetközi tudás-, kapcsolati- és információs tőkével támogatja Magyarország fiataljait és képviseli érdekeiket a döntéshozók felé. Missziójának tekinti az ifjúságügy fejlesztését és a fiatalok közéleti témák iránti figyelmének felkeltését. Feladatuk a fiatalok és a tagszervezeteik képviselete, az ifjúsági szektor képviselői közötti párbeszéd megteremtése, a fiatalsággal kapcsolatos ügyek közérthetővé és elérhetővé tétele, az ifjúsági szektor fejlesztése, a döntéshozókkal történő folyamatos párbeszéd megteremtése, a horizontális ifjúságpolitikai célok megvalósulásának elősegítése, illetve a tagszervezeteik segítségével a fiatalok elérése, problémáinak feltárása és közvetítése a döntéshozók felé.
A Nemzeti Ifjúsági Tanács mindezek mellett európai és világszinten is képviseli a magyar fiatalokat, illetve annak álláspontját. A szervezet megalakulása megnyitotta az utat a magyarországi fiatalok nemzetközi képviselete, valamint az Európai Ifjúsági Fórumhoz való csatlakozás előtt.
Székhelye Budapesten található. Aktuális elnöke Kovács Péter.

## Szervezeti működés

### Visszatekintés
A jelenleg is működő Nemzeti Ifjúsági Tanács alakuló ülésén 2012 decemberében 105 szervezet írta alá csatlakozási szándékát a létrejövő ernyőszervezethez, melynek révén. Európában az utolsók között – hazánkban is létrejött egy nemzeti szinten működő ifjúsági ernyőszervezet.
Az azóta eltelt időszakot követően a szervezet számos mérföldkövet elért. A teljesség igénye nélkül:
- 2016 – Az első Szabadegyetem, az Emberi Erőforrások Minisztériumával kötött stratégiai-partnerségi megállapodás, bekapcsolódás a Köznevelési Kerekasztal működésébe, az első működést meghatározó szabályzatok elfogadása.
- 2017 – Megfigyelői státuszban bekapcsolódás az Európai Ifjúsági Fórum működésébe, első sikeresen lebonyolított saját nemzetközi projekt (Get Engaged!).
- 2018 – Az első sikeres országos szintű rendezvénysorozat lebonyolítása a Családok Évéhez kapcsolódóan a tagszervezeteinkkel közösen, a jogsegély szolgáltatás elindítása, a NIT jelenlegi struktúrájának (delegálti rendszer) kialakítása.
- 2019 – Stratégiai-partnerségi megállapodás az Emberi Erőforrások Minisztériumával, a Vezetőképzők rendszerének bevezetése, bekapcsolódás a Nemzeti Tehetségügyi Koordinációs Fórum munkájába, az első országos konferenciák megszervezése, a szervezet működését meghatározó teljes szabályozási környezet kialakítása, a “Lépj fel!” és az “Építsd fel!” projektek elindulása.
- 2020 – A Közéleti Mentorprogram elindítása, bekapcsolódás a Nemzeti Együttműködési Alap – Közösségi Környezet kollégiumába.
- 2021 – Elindult az ifjúságszakma legújabb folyóirata, az YZ, melyet a Nemzeti Ifjúsági Tanács ad ki.
- 2022 – A Nemzeti Ifjúsági Tanács koordinálta Magyarországon az Ifjúság Európai Éve projektet. Elindult a “Promoting and Improving Existing Methods of Youth Participation” (röviden: PRIME) projekt, melynek célkitűzése az iskolai keretek közötti és önkormányzati ifjúsági részvételi formák értékalapú fejlesztése a Kárpát-medencében. A Tanács stratégiai-partnerségi megállapodást kötött a Területfejlesztési Minisztériummal.

### Szervezeti felépítés
A NIT-et a tagszervezetek alkotják, jelenleg százegyen állnak tagsági kapcsolatban a Tanáccsal. A NIT tagjai lehetnek azok a civil szervezetek (egyesületek és alapítványok), amelyek megfelelnek a Tagfelvételi szabályzatban Archiválva 2021. január 27-i dátummal a Wayback Machine-ben meghatározott kritériumoknak. Jelenleg kétféle tagságot különböztet meg: teljes jogút és pártolóit. Utóbbiak közé tartoz(hat)nak a politikai pártok ifjúsági tagozatai, a nonprofit kft-k vagy éppen az informális csoportosulások. A pártolói tagok semmilyen testületben nem rendelkeznek szavazati joggal, de ezt leszámítva ugyanúgy részt vesznek a szervezet működésében, meghívott vendégként jelen lehetnek a Küldöttgyűlés ülésein.
A teljes jogú tagságon belül megkülönböztetnek helyi- és országos szinten működő szervezeteket. A NIT helyi szinten működő tagja az a jogi szervezet lehet, melyik:
- legalább települési szinten fejti ki tevékenységét
- egyesület esetén tisztségviselői közül legalább egy fő 35 év alatti, vagy a tagok harmada, vagy pedig az önkénteseinek harmada 35 év alatti
- tevékenysége igazolhatóan kapcsolható az ifjúság képviseletéhez, fejlesztéséhez, bevonásához, oktatásához, a fiatalok képzéséhez, aktivizálásához
- az utolsó két egymást követő évben bevétele meghaladta az ötszázezer forintot
- legalább két éve működik

A helyi szinten működő szervezetek megyénként alkotnak egy-egy egységet, és ezáltal a megyei közgyűléseket. A NIT összesen 20 megyei közgyűléssel (19 megye + Budapest) rendelkezik. A Közgyűlés megyei szinten hoz döntéseket a NIT-tel kapcsolatos kérdésekben, szervezi meg programjait, fogalmaz meg véleményt, alakít ki álláspontokat. A megyékben minden tagszervezet egy-egy szavazattal rendelkezik. Az ülések közötti időszakban, valamint a Küldöttgyűléseken a delegált (akadályoztatása esetén a pótdelegált) látja el a megye képviseletét. A megyei közgyűlések évente legalább két alkalommal üléseznek.
A NIT legfontosabb döntéshozó szerve a Küldöttgyűlés, amelynek szavazati jogú tagja a NIT elnöke, az országos szervezetek képviselői, valamint a megyei delegáltak. A Küldöttgyűlés dönt olyan kardinális kérdésekben, mint a tisztségviselők (Elnök, Alelnökök, Elnökség, FEB) megválasztása, a költségvetés és a beszámolók elfogadása, az Alapszabály és egyéb szabályzatok módosítása vagy éppen új tagok felvétele.
A Küldöttgyűlések közötti időszakban a szervezet munkáját az Elnökség irányítja, amely egy elnökből, két alelnökből, valamint négy elnökségi tagból áll. Az elnökség legalább havi rendszerességgel ülésezik, tagjait a Küldöttgyűlés választja meg két évre. Az ő feladatuk az operatív működés és munka koordinálása. Tevékenységük és a szervezet működésének szabályosságát a háromtagú Felügyelőbizottság ellenőrzi. Az Elnökség munkáját operatívan a Titkárság segíti, amely a Titkárságvezetőből, a Kommunikációs vezetőből és az egyes projektek menedzsereiből és asszisztenseiből áll. Szakmailag pedig a Tanácsadó Testület munkájára támaszkodhat. Utóbbi tagjai 35 év feletti korábbi szervezeti vezetők, tagszervezeti vezetők, szakemberek.
2019 ősze óta külön szervezeti egységként megkezdték működésüket az egyes munkacsoportok, amelyekből jelenleg három létezik:
- Diákönkormányzati munkacsoport
- Nemzetközi munkacsoport
- Társadalmi ügyek munkacsoport

A munkacsoportok vezetését az egyes elnökségi tagok látják el. Feladatuk az egyes tematikus területek kapcsán projektek tervezése, szakmai anyagok elkészítése, programok szervezése, kapcsolódó projektek megvalósulásának és végrehajtásának támogatása.
A szervezet számos fórumon képviselteti magát:
- Nemzeti Tehetségügyi Koordinációs Fórum
- Nemzeti Együttműködési Alap
- Nemzeti Fenntartható Fejlődési Tanács
- Köznevelés Stratégiai Kerekasztal
- Kerekasztal a Fiatalokért

## A Nemzeti Ifjúsági Tanács projektjei és programjai

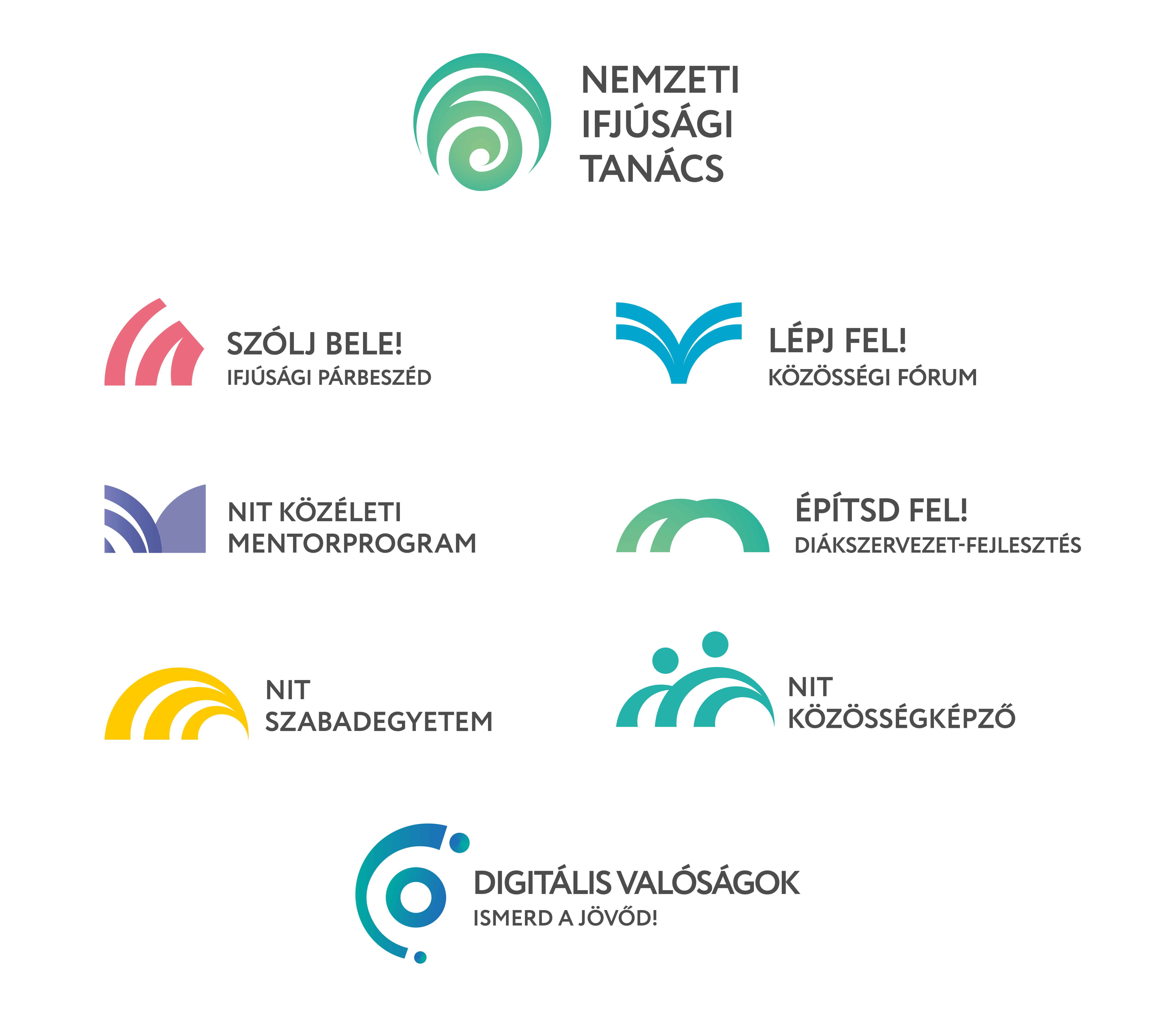
A NIT projektjeinek egy része

### Építsd fel! – Diákszervezet-fejlesztés
A NIT az elmúlt években mind önállóan, mind tagszervezetei révén számos tapasztalatot szerzett a Diákönkormányzatiság területen, és tett lépéseket annak érdekében, hogy segítse ezen fiatalok munkáját. Alapításától kezdve megfigyelőként részt vett az Országos Diáktanács ülésein, meghívott vendégként részt vesz a Megyei Diákparlamentek ülésein, a korábbi években működtetett egy DÖK platformot, valamint több szakemberük is részt vett a 2020-as Országos Diákparlament szekcióvezetői között. Mindezek mellett a útjára indították Helyi Ifjúsági Összefogást Támogató projektjüket, amelyet „Építsd fel!” Archiválva 2021. január 18-i dátummal a Wayback Machine-ben néven folytatnak 2020-tól.
A projekt három alappilléren nyugszik:
1. Az évente két alkalommal megrendezésre kerülő országos program lehetőséget biztosít a települési diákönkormányzatok igényeinek felmérésére, az általuk jelzett problémák becsatornázására, valamint a diákönkormányzatok egymás közti hatékony kommunikációjának segítésére.
2. Patronálás – helyi programok megvalósításának támogatása: egy belső pályázati rendszeren keresztül több települési diák- és ifjúsági önkormányzat számára tudnak szakmai és anyagi segítséget biztosítani egy – egy programjuk megvalósításához.
3. Lehívható képzések rendszere: fél-egynapos szakmai képzéseket szerveznek régiós szinten a települési diákönkormányzatok számára, amelyek között vannak állandó, olyan folyamatosan felmerülő igényekre és hiányterületekre reagáló tematikák, mint a bevonás, a kortársmentorálás, a kommunikáció, a tárgyalástechnika, és olyanok, amelyeket a fiatalok önálló igényfelmérés keretei között jelölhetnek meg.

### Lépj fel!
A Nemzeti Ifjúsági Tanács a Lépj fel! programsorozatának keretei között arra tett vállalást, hogy közel egy év leforgása alatt, az ország összes megyéjébe eljutva felméri a fiatalság aktuális problémáit, majd azokra megoldási javaslatokat dolgoz ki. 2019-ben egyszeri projektnek indult a Lépj fel! címet viselő rendezvénysorozat, amelyet egy Erasmus + pályázat keretei között valósítottak meg. A programsorozat alatt az ország minden egyes megyéjébe ellátogattak, ahol szakmai napokat szerveztek, amelyek több célt szolgáltak egyszerre:
- Fiatalok és döntéshozók egy asztalhoz ültetése, a közöttük lévő párbeszéd segítése.
- Problématérképek készítése – azokhoz kapcsolódó megoldási javaslatok összegyűjtése.
- A megyékben működő ifjúsági szervezetek bemutatkozása, megismertetése a fiatalokkal.
- A résztvevő fiatalok érdekképviseleti tevékenységét segítő képzések, tréningek megtartása.
- A NIT bemutatása, ismertségének növelése

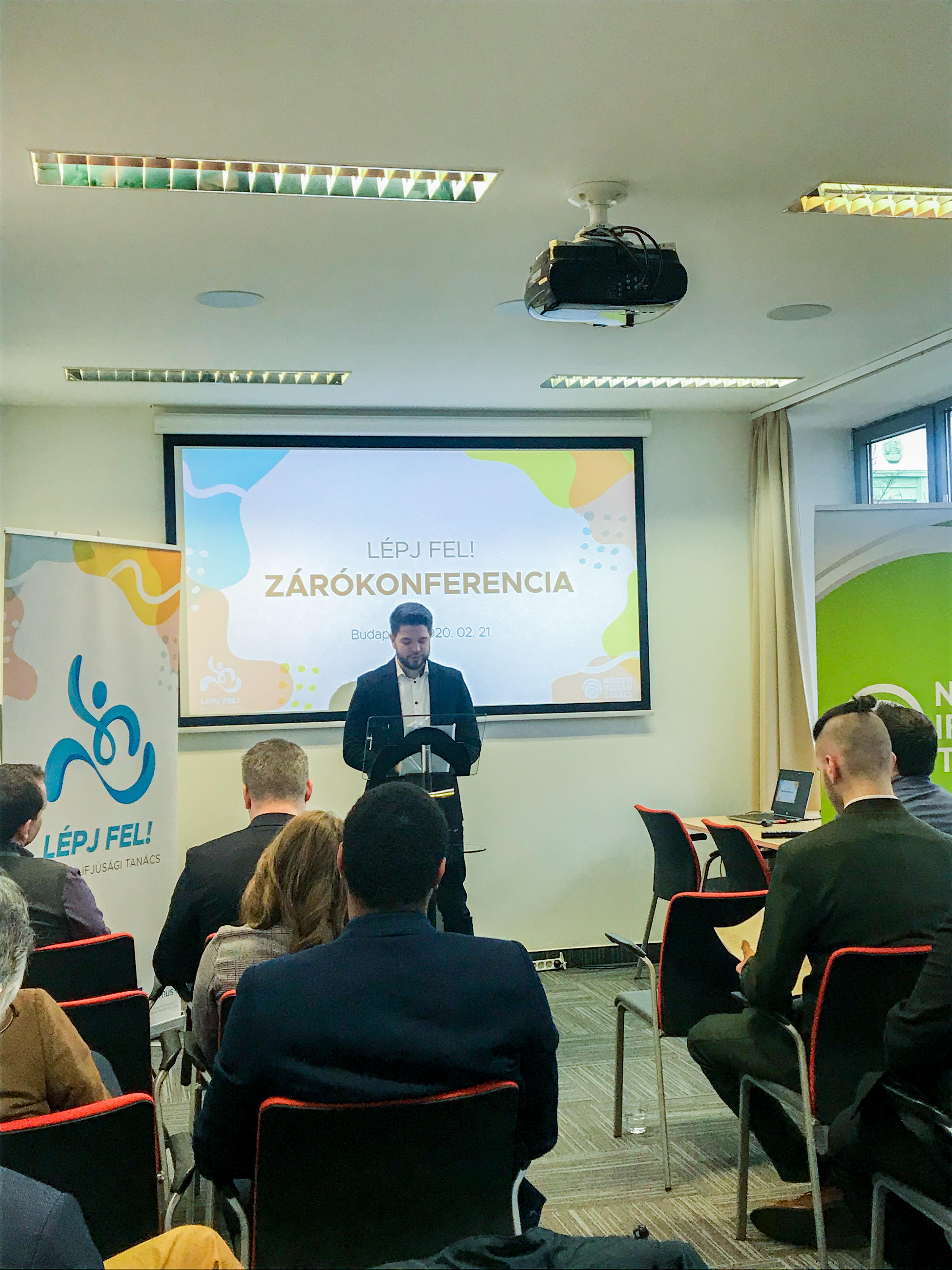
Lépj fel! Zárókonferencia

A 2020-ban lezárult projekt kapcsán, a hét fő területen belül megkülönböztethetők regionális és országos szintű tematikák. A teljes listát, a megfogalmazott célokat és a konkrét módosítási javaslatokat, az azokhoz szükséges beavatkozásokat, illetve a tervezett változások társadalmi hasznosságát kiadvány formájában hozták nyilvánosságra, amely elérhető weboldalukon Archiválva 2020. október 24-i dátummal a Wayback Machine-ben.

### Szólj bele!
A Szólj Bele! a NIT egyik legrégebb óta meglévő és sikeresen működő projektje, amelynek célja az EU-s Ifjúsági Párbeszéd hazai szintű megvalósítása. A folyamat célja, hogy párbeszéd jöjjön létre az ifjúságot érintő kérdésekben a döntéshozók és fiatalok között helyi, nemzeti és európai szinten. A megvalósításhoz országonként egy-egy nemzeti munkacsoport kapcsolódik a fiatalok, ifjúsági (civil) szervezetek delegáltjai, ifjúságkutatók és politikai döntéshozók részvételével. Az Ifjúsági Párbeszéd másfél éves ciklusokra tagolódik, amelyet az Európai Unió soron következő három elnökségi tagországa, az ún. elnökségi trió koordinál, félévente más ország vezetésével. Első lépésként meghatározzák a 18 hónapos ciklus témáit, a trió elnöksége és az Európai Ifjúsági Fórum prioritásai alapján, majd ezt követően megkezdődik a munka a tagországokban, amely Magyarországon az alábbi tevékenységeket jelenti:
- Ifjúságkutatások – Minden ciklus során – általában annak a közepén – egy reprezentatív online kutatást végeznek el, az adott időszak témái kapcsán a 14 és 29 éves korosztály körében
- Fókuszcsoportos beszélgetések – A témák kapcsán regionális szinteken valósítanak meg fókuszcsoportos beszélgetéseket.
- Országos konferenciák – Minden év őszén egy országos (a ciklus közepén félidős, a végén záró) konferenciát valósítanak meg döntéshozók, szakemberek és fiatalok részvételével
- Régiós konferenciák – Tavasszal és ősszel régiós szinteken is feldolgozzák az adott témákat, ültetik egy asztalhoz a fiatalokat és a döntéshozókat.
- Fesztiválkitelepülések – A nyár során részt vesznek a legnagyobb hazai fesztiválok civil terein, ahol interaktív programokkal, beszélgetésekkel és kérdőívekkel gyűjtik be a fiatalok véleményét.
- Ifjúsági küldöttek – Azok a fiatalok (2 fő) akik a projekt során az Ifjúsági Konferenciákon képviselik Magyarországot.
- Régiós nagykövetek – Minden régióban egy – egy fiatal segíti nagykövetként a projekt megvalósulását, az ifjúsági párbeszéd módszertanának népszerűsítését.

### Közéleti Mentorprogram – Légy proaktív!
A NIT kiemelt célkitűzésének tekinti a tehetséges és aktív fiatalok képzését, az ifjúsági – és civil szektor rektrutációs folyamatainak támogatását, az ifjúsági korosztály társadalmi aktivitásának növelését. Ezekhez a célokhoz kiváló kiindulási alapot nyújt Közéleti mentorprogramuk, amelynek elsődleges feladata a célcsoport képzése, a társadalmilag aktív, a közélet iránt érdeklődő fiatalok mentorálása. 

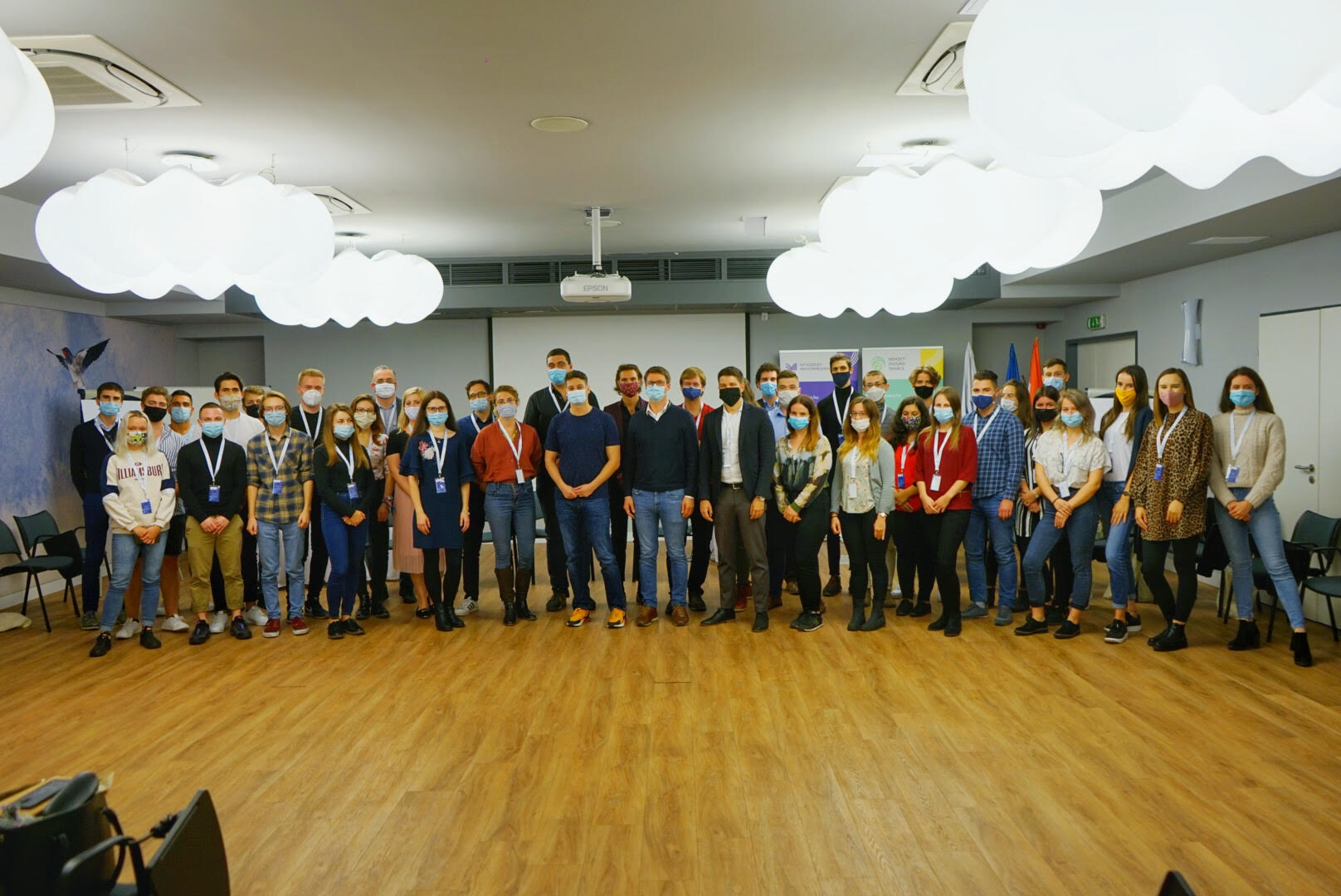
NIT Közéleti Mentorprogram – a 2. évad nyitóhétvégéje

A program során egy éven keresztül 35-45 tehetséges fiatallal dolgoznak együtt. A résztvevőkből a program indulását követően területi egységenként alkotnak csoportokat (hat fő), amelyek az ifjúsági és közéleti szektorban releváns és számottevő tapasztalatokkal rendelkező mentorokat kapnak. A program során három egész hétvégés közéleti képzést szerveznek a résztvevők számára, a programot pedig egy több napos tábor zárja. Ezek a hétvégi alkalmak a bevonás és a közösségfejlesztés mellett egyrészt a résztvevők képzésére szolgálnának, másrészt pedig a látókörük szélesítésére, szemléletük formálására. Fontos, hogy a hétvégi és az alapozó képzések mellett a résztvevők testközelből is tapasztalatokat szerezzenek. Ennek keretei között látóutakat szerveznek számukra a különböző kormányzati és állami intézményekbe, a piaci szektorban működő cégekhez. Helyi szinten pedig összekapcsolják őket az országos hálózatokban és rendszerekben szerveződő intézményekkel.
A program első évada 2020 februárjában vette kezdetét, a második pedig 2020 októberében.

### Közösségképző
A civil szektoron belül hosszú ideje megfigyelhető jelenség, hogy egy-egy kezdeményezés, szervezet sokáig képes magas szinten működni, amikor azonban elérkezik a generációváltás ideje nincs kinek továbbadni az egyesület vagy alapítvány vezetését, mert vagy egyáltalán nincs megfelelő és közéletileg, társadalmilag aktív fiatal, vagy ezek a fiatalok nincsenek szakmailag kellőképpen felkészítve erre a feladatra. Ennek a problémának a megoldására hívta a NIT életre 2019-ben a Vezetőképzők rendszerét, amelyet évente két alkalommal, a tavaszi és az őszi időszakban valósítanak meg. A Közösségképzőket (2020-tól a Vezetőképzők új elnevezése) mindkét esetben egy-egy vidéki helyszínen rendezik meg. A résztvevők a NIT tagszervezeteinek vezetői, delegáltjai, szakemberei közül kerülnek ki, azzal a megkötéssel, hogy a szakmai képzéseken csak 35 év alattiak vehetnek részt, ezzel is segítve az utánpótlásképzést. A komplex módon kialakított képzési program elsődleges célja a résztvevők tudásának bővítése, a szektor és a szervezetek működésének fejlesztése, professzionalizálása olyan területeken például, mint az ifjúsági munka, szervezet- és projektmenedzsment, CSR tevékenység, közösség- és hálózatépítés, vezetői kompetenciák és képességek fejlesztése, civil szervezetek gazdálkodásának és szolgáltatói profiljának fejlesztése. A rendezvények során a képzési modulok mellett kerekasztal-beszélgetéseket, projekt-tervező workshopokat, valamint szakmai előadásokat szerveznek a területet érintő legaktuálisabb információk átadására, a jó gyakorlatok megismerésére és implementálására. A Közösségképzők általában március és október végén kerülnek megrendezésre.

### NIT Szabadegyetem

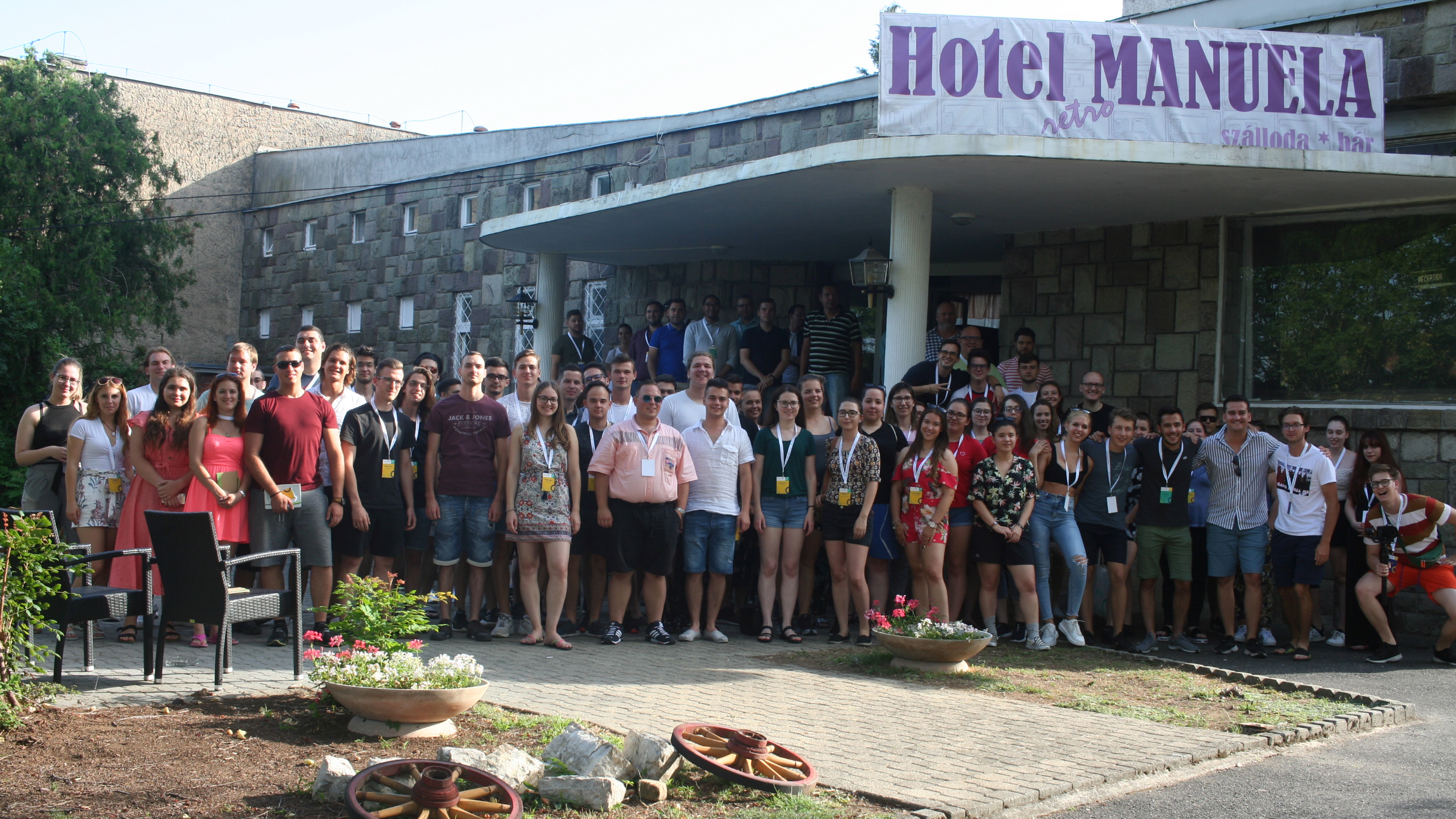
NIT Szabadegyetem 2020-ban

2016 óta rendezik meg szervezetünk legnagyobb léptékű rendezvényét a Szabadegyetemet, amely az elmúlt években folyamatosan 80-100 fő közötti létszámmal valósult meg.
A tavalyi évet követően újragondoltuk a rendezvény profilját és tematikáját, amelynek eredményeként a klasszikus tudástranszfer a vezetőképzők rendszerébe ágyazva jelenik meg, így a Szabadegyetem fókusza egyértelműen a fiatalok bevonása felé tolódik el. A június végén megrendezésre kerülő program elsődleges célcsoportját a 18 és 24 év közötti fiatalok alkotják. A négy nap során a résztvevők kiscsoportos tréningeken, előadásokon, kerekasztal-beszélgetéseken, szemléletformáló és önkéntes programokon egyaránt részt vesznek, valamint közösen dolgoznak mintaprojekteken.

### Konferenciák

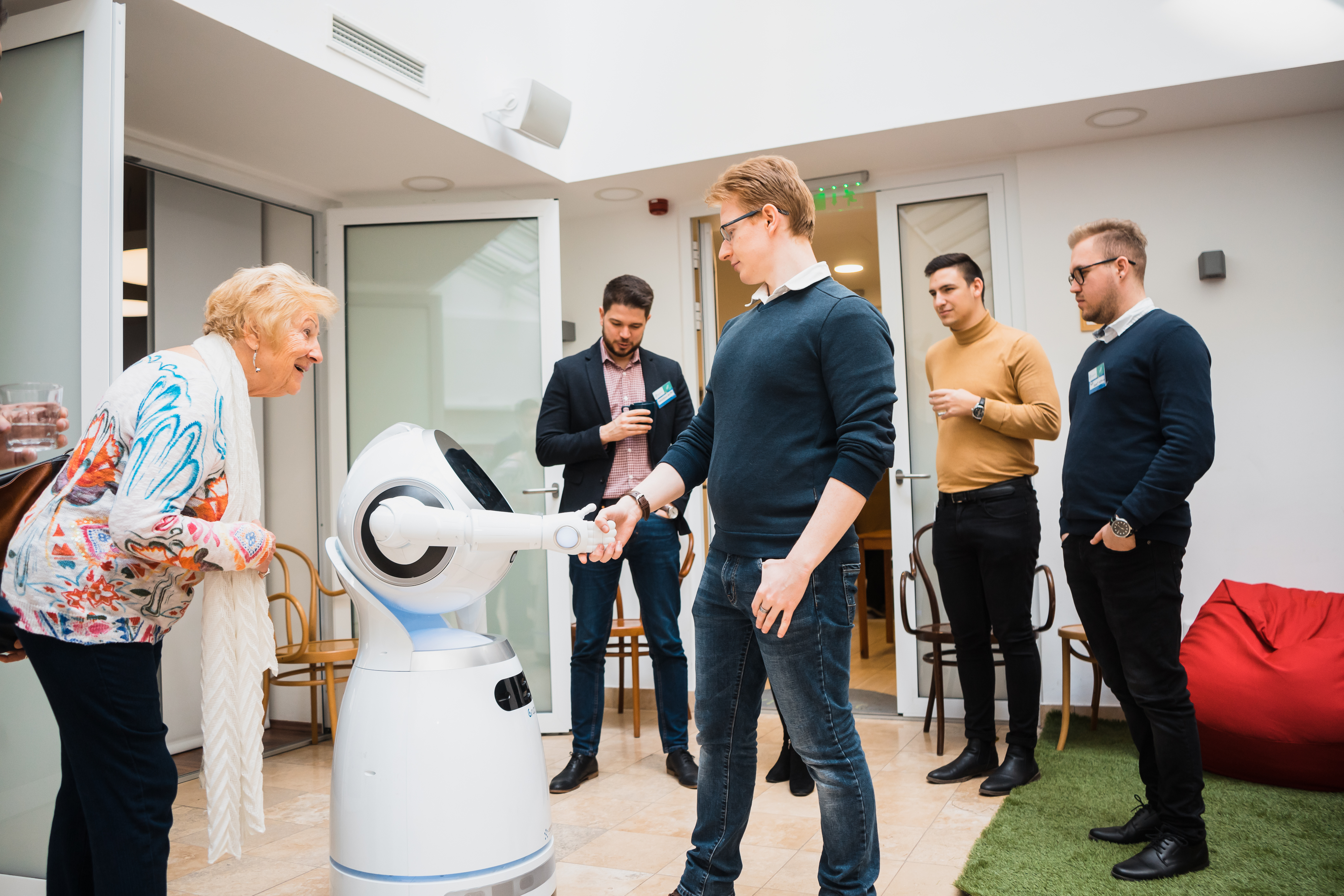
Digitális Valóságok Konferencia 2020

A NIT a különböző képzések, projektek, programok és közösségépítő rendezvények mellett országos szakmai konferenciákat szervez egy-egy téma mentén. Ezek között megtalálhatók állandó és eseti jelleggel megrendezésre kerülő események egyaránt. Két konferencia, amely minden évben egy alkalommal kerül megrendezésre:
- Digitális Valóságok: hagyományosan az év elején (február – március) rendezik meg, amelynek központi témája minden évben a digitalizáció és annak különböző aspektusai – pl. oktatás, smart cities, gamifikáció és számítógépes játékok, a jövő munkahelyei, robotika.
- Ifjúsági Munka Konferencia: A másik évről – évre visszatérő rendezvény témája az ifjúsági munka Magyarországon és Európában. A programban kerekasztal-beszélgetések, módszertani bemutatók és kiscsoportos workshopok egyaránt helyet kapnak, a kulcstémák között pedig megjelenik az ifjúsági munka jövője, valamint a kistérségi ifjúsági munka egyaránt.
- Roma Ifjúsági Konferencia: Fő célja a roma fiatalok, családok helyzetének bemutatása kiemelt fókusszal a tehetséggondozás területére.

## Szolgáltatási divízió
A NIT kiemelt célja az ifjúsági-civil szektor fejlesztése és egy szolgáltatói portfólió kialakítása. 2018 októberében indította el jogsegély szolgáltatásukat a tagszervezetei számára, amelyet az azóta eltelt idő alatt számos szervezet vett igénybe. 2020 őszétől bővítette a szervezet szolgáltatási portfólióját az alábbiakkal:
- Szakmai inkubálás
- Szakértői beszélgetések
- Szervezeti mentoring
- Információs tanácsadó szolgáltatások
- Módszertani szolgáltatások
- Online tudástér
- Menedzsment és szervezetfejlesztés
- Szupervízió
- Partnerségek
- Stratégiai tervezés
- Bevételek növelése
- Szolgáltatási csomagok
- Kommunikációs szolgáltatás
- Önkéntesek toborzása, rekrutálás
- Változásmenedzsment